# Théophile de Bock
Pour les articles homonymes, voir Bock (homonymie).
Théophile Emile Achille de Bock, né le 14 janvier 1851 à La Haye et mort le 22 novembre 1904 à Haarlem aux Pays-Bas, est un peintre hollandais de la deuxième génération de l'École de La Haye (1860-1900) et influencé par le réalisme de l'École de Barbizon.

## Biographie
Il a vécu à Barbizon de 1878 à 1880, puis à Paris jusqu'en 1883, avant de retourner aux Pays-Bas. Influencé par Corot et Millet, il est essentiellement un peintre de paysages.